# باتالاواتا
باتالاواتا (به لاتین: Batalawatta) یک منطقهٔ مسکونی در سری‌لانکا است که در استان مرکزی (سری‌لانکا) واقع شده‌است.